# 一曲相思未了情
《一曲相思未了情》（英語：Song Without End）是1960年由哥倫比亞影業出品的美國傳記電影。該片由查爾斯·維多與喬治·丘克共同執導，主演包括狄·保加第（Dirk Bogarde）、嘉寶仙（Capucine）及珍妮芙·庇芝（Geneviève Page）。電影以匈牙利作曲家李斯特·費倫茨（Franz Liszt）為題材，講述他在音樂創作、宗教信仰與愛情之間的內心掙扎與矛盾。
本片並榮獲1960年奧斯卡金像獎最佳音樂影片。

## 參註
1. ↑  "Rental Potentials of 1960", Variety, January 4, 1961 p 47. Please note figures are rentals as opposed to total gross.
2. ↑  . 國立清華大學圖書館.   [2024-12-15]. 原始内容存档于2024-12-07.

## 外部鏈結
- 互联网电影数据库（IMDb）上《一曲相思未了情》的资料（英文）